# Sarah Lahrkamp
Sarah Lahrkamp (geb. Withut; * 4. Juli 1981 in Gronau (Westf.)) ist eine deutsche Politikerin (SPD). Sie ist seit 2021 Mitglied des Deutschen Bundestages.

## Leben
Lahrkamp legte 2001 das Abitur am städtischen Gymnasium Ochtrup ab. 2014 schloss sie ein Studium an der Westfälischen Wilhelms-Universität Münster als Magistra Artium (M.A.) im Fach Politikwissenschaft ab.
Sarah Lahrkamp ist verheiratet und hat vier Kinder.

## Politik
Lahrkamp trat 2003 in die SPD ein. Sie ist seit 2016 Vorsitzende des SPD-Ortsvereins Ochtrup und seit 2019 Mitglied im SPD-Unterbezirksvorstand des Kreises Steinfurt. Seit 2004 ist sie Mitglied im Rat der Stadt Ochtrup und dort seit 2020 Vorsitzende des Ausschusses für Schule, Kultur und Sport; zuvor war sie von 2014 bis 2020 Vorsitzende des Ausschusses für Bildung und Sport.
Seit Juni 2025 ist Lahrkamp Mitglied des SPD-Parteivorstands.
Bei der Bundestagswahl 2021 kandidierte Lahrkamp für das Direktmandat im Wahlkreis 124 (Steinfurt I – Borken I) und erreichte 28,3 % der Erststimmen. Sie zog auf Platz 24 der Landesliste der SPD Nordrhein-Westfalen in den Deutschen Bundestag ein. Im 20. Bundestag ist sie ordentliches Mitglied des Familienausschusses und gehört als stellvertretendes Mitglied dem Verteidigungsausschuss an. Im März 2022 übernahm sie die Leitung des neu konstituierten Unterausschusses „Kommission zur Wahrnehmung der Belange der Kinder (Kinderkommission)“.